# Almandine (cràter)
Almandine és un cràter sobre la superfície de (2867) Šteins, situat amb el sistema de coordenades planetocèntriques 29.5 ° de latitud nord i 53.8 ° de longitud est. Fa un diàmetre de 0.52 km. El nom va ser fet oficial per la UAI el nou de maig de 2012 i fa referència a l'almandina, una varietat de granat.